# Hadena dianthoecioides
Hadena dianthoecioides là một loài bướm đêm trong họ Noctuidae.